# 바빌로프 의태

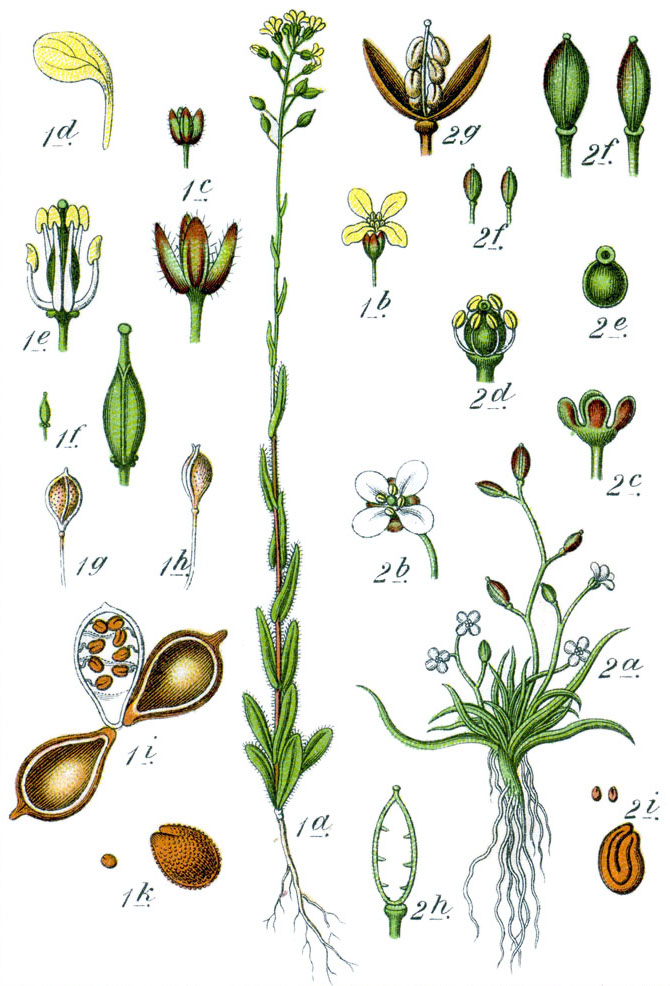
양구슬냉이는 아마와 흡사하게 생겨서 가짜 아마라고 불린다.

바빌로프 의태(Vavilovian mimicry)는 잡초가 농작물과 비슷한 생김새를 갖는 의태이다. 작물 의태라고도 한다. 러시아의 식물학자 니콜라이 바빌로프가 정의하였다. 농업이 시작된 신석기 시대이후 농기계를 사용하는 오늘날까지 이어지고 있다.
바빌로프 의태는 비록 품종개량과 같이 의도한대로 진행되는 것은 아니지만 인간의 손에 의해 일어나는 선택의 대표적 사례이다. 농업을 시작한 이래 인간은 농경지에서 원하는 작물만 남기고 잡초는 제거해 왔다. 그런데 작물과 비슷한 생김새를 가진 잡초를 작물로 착각하여 남기게 되면 해당 잡초의 유전자풀은 점점 더 작물과 비슷한 생김새를 갖도록 선택 압력을 받는다. 작물과 잡초가 비슷한 생태적 생활상을 보일수록 같은 시기에 햇볕과 양분을 놓고 경쟁하기 때문에, 잡초의 입장에서 사람의 눈에 띄어 뽑혀나갈 지 아니면 몸을 숨겨 살아남을 지는 매우 강한 선택 압력이 된다.
때로는 원래는 잡초였다가 이렇게 의태를 거치는 사이 작물화되어 그것도 작물로서 기르는 경우도 생겼다. 바빌로프는 이렇게 의태하여 작물 속에서 살아남았다가 그 자체가 작물이 된 잡초를 "두번째 작물"이라고 불렀다.

## 특성
바빌로프 의태는 기본적으로 농부의 입장에선 경작지의 자원을 놓고 경쟁하는 공격형 의태에 해당하지만 "두번째 작물"로 길러질 경우엔 공생형 의태가 될 수도 있다. 바빌로프 의태는 닮고자 하는 목적 작물과 닮아가는 잡초, 그리고 둘을 구분하는 구분점으로 이루어지는데, 그 구분점을 판단하는 것이 식물들이나 포식자가 아닌 농부라는 특징이 있다. 농부를 자연 생태계의 포식자로 바꾸면 벌을 흉내내 자신을 보호하는 꽃등에와 같은 베이츠 의태와 유사하다.
때로는 농부 자신이 바빌로프 의태를 유도하지 않았더라도 농기구가 그런 결과를 초래할 수도 있다. 예를 들어 낫에 의해 한꺼번에 베이고 탈곡되어 다음 해 함께 파종되는 밀과 호밀의 경우를 보면 선택 압을 행사하는 것은 낫이 된다. 호밀는 오랫동안 "두번째 작물"로 재배된 식물이다. 딜버트 와이언스는 이를 기계에 의해 이루어지는 선택이라고 정의하며 기존의 자연적 의태와는 다르다는 입장을 보였다. 한편 프랑스의 식물학자 조르주 파스퇴르는 바빌로프 의태가 보이는 "간접적 인공 선택" 역시 기본적으로 "자연선택"과 같은 방식으로 작동하기 때문에 구분점을 구분하는 주체가 누구인지를 따질 이유는 없다고 보았다.
바빌로프 의태는 아마도 농업이 시작된 신석기 혁명 이후 계속되어 왔을 것이다.

## 사례

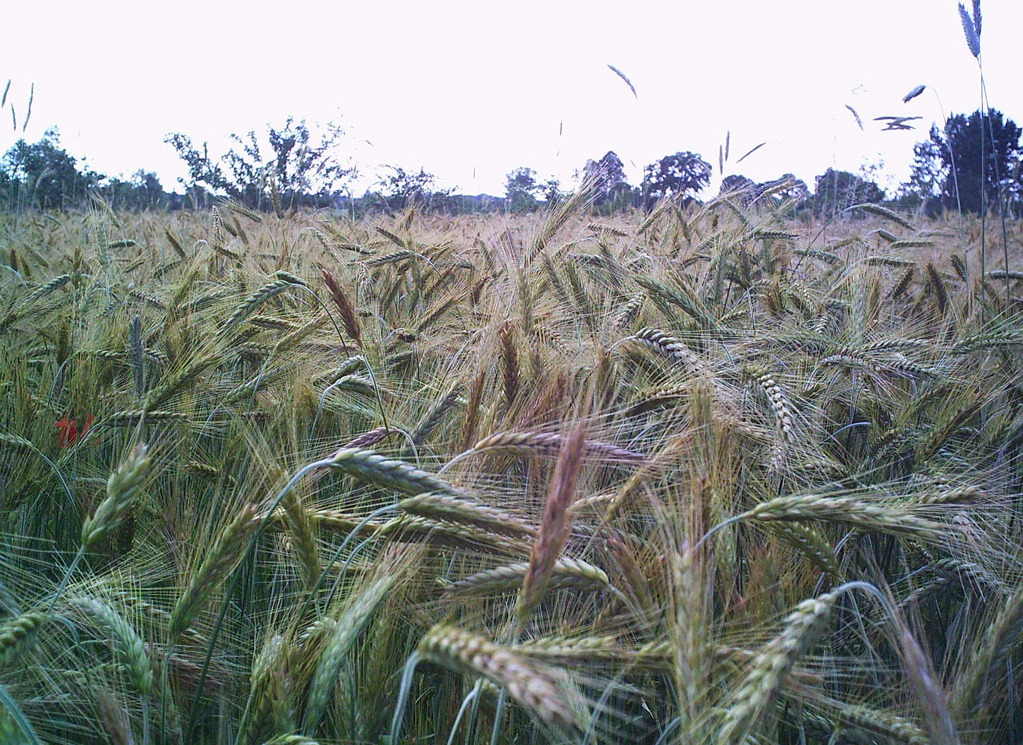
호밀은 밀을 재배하며 딸려온 "두번째 작물"이다.

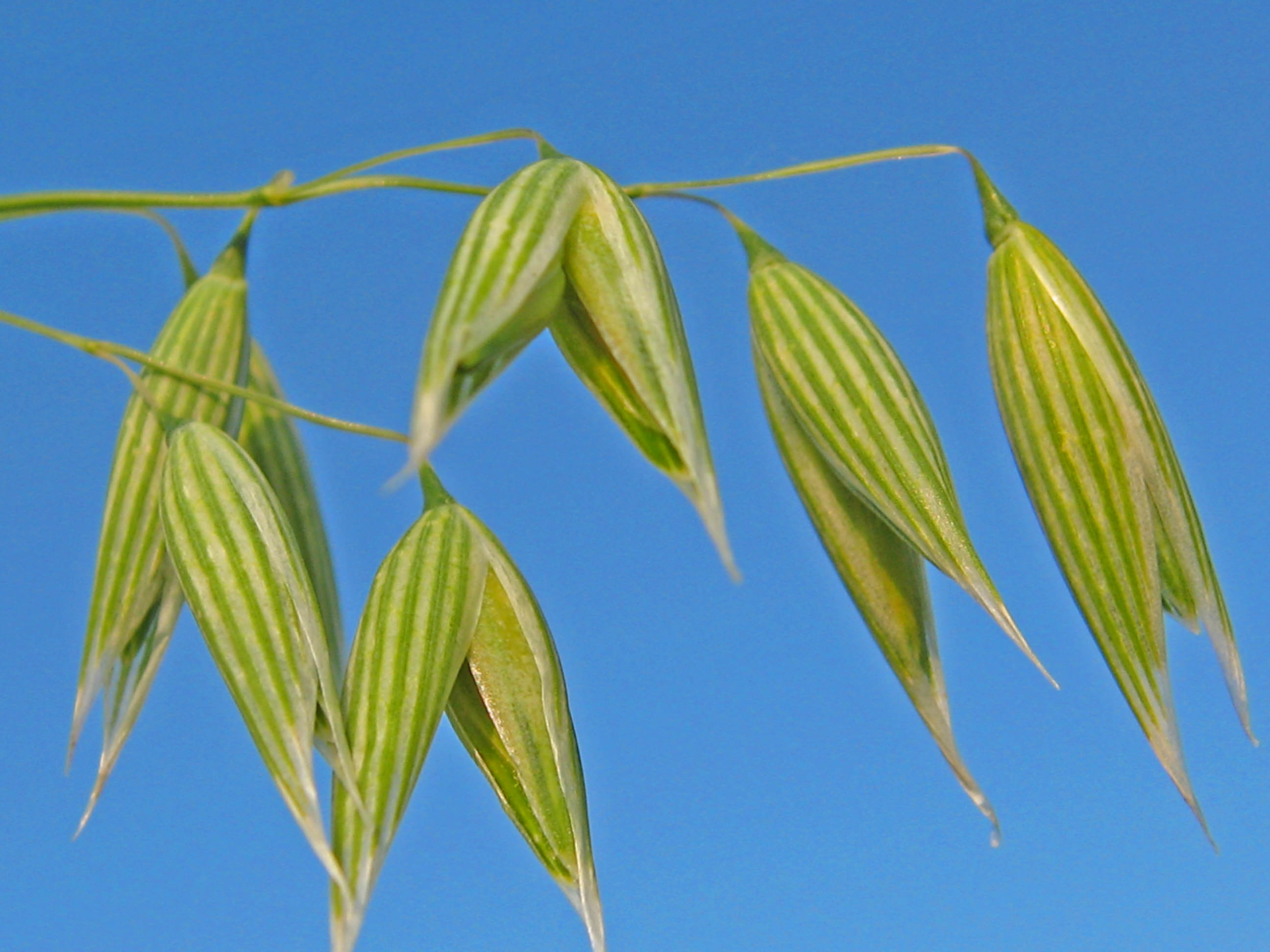
이제는 중요 작물 가운데 하나가 된 귀리 역시 한때는 밀밭에 섞여 있는 "두번째 작물" 이었다.

바빌로프 의태의 잘 알려진 사례 가운데 하나는 양구슬냉이(Camelina sativa linicola)이다. 양구슬냉이는 생김새가 아마(Linum usitatissimum)와 매우 흡사하여 가짜 아마로 불린다. 둘다 장미군에 속하지만 양구슬냉이는 배추과의 식물이고 아마는 아마과의 식물이어서 생물학적 친연 관계는 먼 편이다. 개체의 생김새뿐만 아니라 씨 역시 크기와 무게가 매우 비슷하여 키와 같은 기구로 까불려도 같은 자리에 떨어져 구별하기 힘들다.
호밀(Secale cereale) 역시 밀(대개는 Triticum aestivum) 밭에서 섞여 살며 점점 밀과 닮아가는 의태를 거쳤다. 야생 호밀은 보다 보리와 비슷한 생김새를 가졌다. 게다가 밀은 한해살이 식물이고 야생 호밀은 여러해살이 식물이기 때문에 짚단채 수확하는 밀과 섞여 수확되면 야생 호밀은 다음 해에 같은 밭에 자손을 남기기 힘들다. 그런데 어느 순간 돌연변이가 일어나 재배종 호밀은 한해살이 식물이 되었다. 낫질에 의한 선택이 작용하여 식물의 한살이 기간이 바뀐 것이다. 지금은 호밀 역시 작물로서 재배되기 때문에 이런 선택압이 더 이상 작동하지는 않는다.
호밀은 밀에 비해 더 척박한 환경에서도 자라기 때문에 구황 작물로서 작물화되었다. 이 때문에 호밀은 애초에 밀밭에 섞인 잡초로서 의태과정을 겪다가 이후로는 작물로서 보다 결실이 많은 쪽으로 품종개량이 진행되는 굴절 적응의 사례이기도 하다. 이와 같은 굴절 적응은 귀리(Avena sativa)의 경우에도 일어났다. 야생종인 아베나 스테릴리스(Avena sterilis)의 경우 익으면 낱알이 떨어져 나가는 탈립화가 일어나는 경우가 많은데, 밀밭에 들어와 살게 된 귀리는 더 이상 탈립화가 일어나지 않는다.

가짜 새삼으로 불리는 Cuscuta epilinum은 작물인 새삼 사이에 함께 덩굴을 뻗어 자라는데 점차 종자가 커져서 새삼과 구분하기 힘들게 바뀌었다. 이 경우도 바빌로프 의태의 사례이다.
벼를 기르는 논에 들어간 피 역시 이러한 의태를 지니게 되었다. 이삭이 달리기 전에 벼와 피를 구분하는 것은 몹시 힘들다. 게다가 이삭이 달린 피는 보이는 족족 뽑혀나가기 때문에 또 다른 생존 전략이 만들어졌다. 벼보다 이른 시기에 이삭이 달리면서 피는 급격히 키를 키우고 높이 달린 피 열매가 익으면 탈립화가 일어나 수확기가 되려면 한 참 남은 논의 사방으로 퍼져 나간다. 이런 이중 전략으로 논농사와 함께 논에 살게 된 피는 사람들의 의도와는 거꾸로 여전히 살아남게 되었다.

## 같이 보기
- 순화

## 참고 문헌
- Barrett, S. (1983). “Crop Mimicry in Weeds”. 《Economic Botany》 37 (3): 255–282. doi:10.1007/BF02858881. One of the most extensive articles on the topic.
- Wiens, D. (1978). “Mimicry in Plants”. 《Evolutionary Biology》 11: 365–403. Discussion of crop mimicry among many other plant cases.
- Barrett, S. (1983). “Mimicry in Plants”. 《Scientific American》. 257호. 76–83쪽. A significant portion discusses weeds.
- Radosevich, S. R.; Holt, J. S.; Ghersa, C. (1997). 《Weed Ecology: Implications for Management》 2판. Wiley. ISBN 0-471-11606-8.
- Vavilov, N. I. (1951). 번역 K. S. Chester. “The origin, variation, immunity and breeding of cultivated plants”. 《Chronica Botanica》 13 (6): 1–366. Bibcode:1951SoilS..72..482V. doi:10.1097/00010694-195112000-00018.
- Vavilov, Nickolay Ivanovich; Löve, Doris, trans. (1992). 《Origin and Geography of Cultivated Plants》. Cambridge, England, UK: Cambridge University Press.